# Ur-Nanshe
Ur-Nanshe (ou Ur-Nina, Guerrier de Nanshe) fils de Gunidu était le premier roi (ensí) de la dynastie de Lagash, vraisemblablement dans la premiere partie du XXVe siècle av. J.-C. (vers -2490, -2465) , pendant la période des dynasties archaïques. Il ne doit pas être confondu avec un chantre homonyme et contemporain dont le nom est connu grâce à une statue, dite statue du grand chantre Ur-Nanshe et déposée au musée du Louvre, qui a été retrouvée sur le site de Mari sur le moyen-Euphrate.
Il laisse cinq inscriptions, découvertes par les fouilles françaises de Tello (ancienne Girsu). Il ne figure pas sur la Liste royale sumérienne.
Peut-être vassal d'Ur, il semble avoir vécu en paix. Il construit un rempart et plusieurs temples, fait creuser des canaux et commerce avec Dilmoun (Bahreïn) par le port d’Eninkimar. Les inscriptions d'Ur-Nanshe mentionnent des vaisseaux de Dilmoun amenant du bois à Lagash. Ils devaient exporter en retour des céréales, des peaux, des tissus et des objets manufacturés.
Une plaque votive le représente portant un panier de briques sur la tête, entouré de ses sept fils et de trois dignitaires. L'un de ses fils, Akurgal, lui succède vers 2465. Une seule inscription nous informe qu'il a construit l'Antasura, un temple près de Girsu.

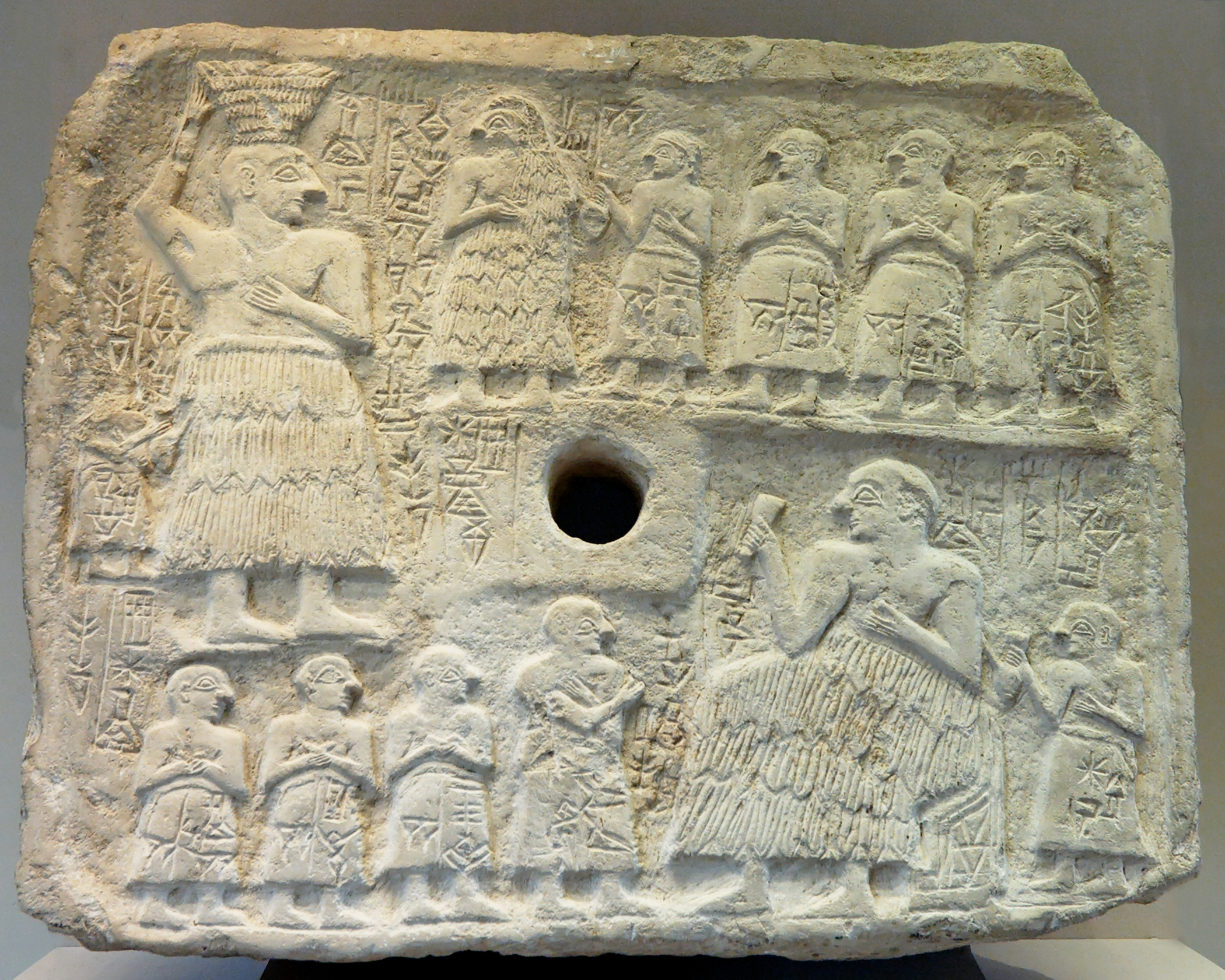
Relief votif d'Ur-Nanshe, roi de Lagash, avec ses fils et des dignitaires. Calcaire, début du Dynastique III (2550-2500 av. J.-C.). Trouvé à Telloh (ancienne ville de Girsu).